# Halové mistrovství světa v atletice 2014
Halové mistrovství světa v atletice 2014 bylo 15. v řadě těchto světových sportovních událostí, jež pořádá IAAF. Konalo se 7. - 9. března 2014 v Ergo Areně v Sopotech v Polsku.

## Medailisté

### Muži
| Soutěž            | Zlato | Stříbro                                                                                            | Bronz |
| ----------------- | --- | -------------------------------------------------------------------------------------------------- | --- |
| 60 m              | Richard Kilty 6,49 | Marvin Bracy 6,51                                                                                  | Femi Ogunode 6,52                                                                                          |
| 400 m             | Pavel Maslák 45,24 | Chris Brown 45,58                                                                                  | Kyle Clemons 45,74                                                                                         |
| 800 m             | Mohammed Aman 1:46,40 | Adam Kszczot 1:46,76                                                                               | Andrew Osagie 1:47,10                                                                                      |
| 1500 m            | Ayanleh Souleiman 3:37,52 | Aman Wote 3:38,08                                                                                  | Abdalaati Iguider 3:38,21                                                                                  |
| 3000 m            | Caleb Mwangangi Ndiku 7:54,94                                                                                                  | Bernard Lagat 7:55,22                                                                              | Dejen Gebremeskel 7:55,39                                                                                  |
| 60 m př.          | Omo Osaghae 7,45 | Pascal Martinot-Lagarde 7,46                                                                       | Garfield Darien 7,47                                                                                       |
| Štafeta 4 × 400 m | Spojené státy americké 3:02,13 Kyle Clemons David Verburg Kind Butler III Calvin Smith Jr. * Clayton Parros * Rickey Babineaux | Velká Británie 3:03,49 Conrad Williams Jamie Bowie Luke Lennon-Ford Nigel Levine * Michael Bingham | Jamajka 3:03,69 Errol Nolan Allodin Fothergill Akheem Gauntlett Edino Steele * Dane Hyatt * Jermaine Brown |
| Skok do výšky     | Mutaz Essa Baršim 2,38 m | Andrij Procenko 2,36 m                                                                             | Erik Kynard 2,34 m                                                                                         |
| Skok o tyči       | Konstadinos Filippidis 5,80 m                                                                                                  | Malte Mohr 5,80 m                                                                                  | Jan Kudlička 5,80 m                                                                                        |
| Skok daleký       | Mauro Vinícius da Silva 8,28 m                                                                                                 | Li Ťin-če 8,23 m                                                                                   | Michel Tornéus 8,21 m                                                                                      |
| Trojskok          | Ernesto Revé 17,33 m | Pedro Pichardo 17,24 m                                                                             | Marian Oprea 17,21 m                                                                                       |
| Vrh koulí         | Ryan Whiting 22,05 m | David Storl 21,79 m                                                                                | Tomas Walsh 21,26 m                                                                                        |
| Sedmiboj          | Ashton Eaton 6 632 bodů | Andrej Kravčenko 6 303 bodů                                                                        | Thomas Van der Plaetsen 6 259 bodů                                                                         |

### Ženy
| Soutěž            | Zlato | Stříbro | Bronz |
| ----------------- | --- | --- | --- |
| 60 m              | Shelly-Ann Fraserová-Pryceová 6,98 | Murielle Ahouréová 7,01 | Tianna Bartolettaová 7,06                                                                                           |
| 400 m             | Francena McCororyová 51,12 | Kaliese Spencerová 51,54 | Shaunae Millerová 52,06                                                                                             |
| 800 m             | Chanelle Priceová 2:00,09 | Angelika Cichocka 2:00,45 | Maryna Arzamasavová 2:00,79                                                                                         |
| 1500 m            | Abeba Aregawiová 4:00,61 | Axumawit Embayeová 4:07,12 | Nicole Sifuentesová 4:07,61                                                                                         |
| 3000 m            | Genzebe Dibabaová 8:55,04 | Hellen Onsando Obiriová 8:57,72 | Meriem Jusuf Džamalová 8:59,16                                                                                      |
| 60 m př.          | Nia Aliová 7,80 | Sally Pearsonová 7,85 | Tiffany Porterová 7,86                                                                                              |
| Štafeta 4 × 400 m | Spojené státy americké 3:24,83 Natasha Hastingsová Joanna Atkinsová Francena McCororyová Cassandra Tateová * Jernail Hayesová * Monica Hargroveová | Jamajka 3:26,54 Patricia Hallová Anneisha McLaughlinová Kaliese Spencerová Stephenie Ann McPhersonová * Verone Chambersová * Natoya Gouleová | Velká Británie 3:27,90 Eilidh Childová Shana Coxová Margaret Adeoyeová Christine Ohuruoguová * Victoria Ohuruoguová |
| Skok do výšky     | Marija Kučinová 2,00 m Kamila Lićwinková 2,00 m | neudělena | Ruth Beitiaová 2,00 m                                                                                               |
| Skok o tyči       | Yarisley Silvaová 4,70 m | Anželika Sidorovová 4,70 m Jiřina Svobodová 4,70 m                                                                                           | neudělena |
| Skok daleký       | Éloyse Lesueurová 6,85 m | Katarina Johnsonová-Thompsonová 6,81 m | Ivana Vuletová 6,77 m                                                                                               |
| Trojskok          | Jekatěrina Koněvová 14,46 m | Olga Saladuchová 14,45 m | Kimberly Williamsová 14,39 m                                                                                        |
| Vrh koulí         | Valerie Adamsová 20,67 m | Christina Schwanitzová 19,94 m | Kung Li-ťiao 19,24 m                                                                                                |
| Pětiboj           | Nadine Broersenová 4 830 bodů | Brianne Theisenová-Eatonová 4 768 bodů | Alina Fjodorová 4 724 bodů                                                                                          |

## Medailové pořadí
| Umístění | Stát                   | Zlato | Stříbro | Bronz | Celkem |
| -------- | ---------------------- | ----- | ------- | ----- | ------ |
| 1.       | Spojené státy americké | 8     | 2       | 2     | 12     |
| 2.       | Rusko                  | 3     | 2       | 0     | 5      |
| 3.       | Etiopie                | 2     | 2       | 1     | 5      |
| 4.       | Spojené království     | 1     | 2       | 3     | 6      |
| 5.       | Jamajka                | 1     | 2       | 2     | 5      |
| 6.       | Polsko                 | 1     | 2       | 0     | 3      |
| 7.       | Česko                  | 1     | 1       | 1     | 3      |
| 7.       | Francie                | 1     | 1       | 1     | 3      |
| 7.       | Kuba                   | 1     | 1       | 1     | 3      |
| 10.      | Keňa                   | 1     | 1       | 0     | 2      |
| 11.      | Katar                  | 1     | 0       | 1     | 2      |
| 11.      | Nový Zéland            | 1     | 0       | 1     | 2      |
| 11.      | Švédsko                | 1     | 0       | 1     | 2      |
| 14.      | Džibutsko              | 1     | 0       | 0     | 1      |
| 14.      | Brazílie               | 1     | 0       | 0     | 1      |
| 14.      | Nizozemsko             | 1     | 0       | 0     | 1      |
| 14.      | Řecko                  | 1     | 0       | 0     | 1      |
| 18.      | Německo                | 0     | 3       | 0     | 3      |
| 19.      | Ukrajina               | 0     | 1       | 2     | 3      |
| 20.      | Bahamy                 | 0     | 1       | 1     | 2      |
| 20.      | Bělorusko              | 0     | 1       | 1     | 2      |
| 20.      | Čína                   | 0     | 1       | 1     | 2      |
| 20.      | Kanada                 | 0     | 1       | 1     | 2      |
| 24.      | Austrálie              | 0     | 1       | 0     | 1      |
| 24.      | Pobřeží slonoviny      | 0     | 1       | 0     | 1      |
| 26.      | Bahrajn                | 0     | 0       | 1     | 1      |
| 26.      | Belgie                 | 0     | 0       | 1     | 1      |
| 26.      | Maroko                 | 0     | 0       | 1     | 1      |
| 26.      | Srbsko                 | 0     | 0       | 1     | 1      |
| 26.      | Španělsko              | 0     | 0       | 1     | 1      |